# 泰成親王
泰成親王（やすなりしんのう）は、南北朝時代から室町時代にかけての南朝の皇族。後村上天皇第四皇子にして、長慶天皇・後亀山天皇の弟と推定される。母は嘉喜門院か。官職は大宰帥。通説では後亀山天皇の東宮に比定されるが、これには近年異論も出されている。

## 経歴
正平15年/延文5年（1360年）頃、摂津住吉行宮で誕生する。南朝での詳細な経歴は不明だが、親王宣下を受け、弘和元年/永徳元年（1381年）まで（恐らく天授年間）に大宰帥に任じられた。このことから、かつては征西将軍懐良親王の跡を継承して九州南軍を指揮した「後征西将軍宮（兵部卿親王）」と同一視されていたが、泰成親王には九州へ下向した形跡が確認できないため、現在では否定されている。歌人としては、自邸で探題会を催した他、『新葉和歌集』に5首が入集する。
「この親王は皇子方の中で取分け、将来帝位に登られるべき方」と花山院長親が讃えたとおり、早くから皇位継承の予定者と目されていたらしく、実際に泰成親王を東宮（皇太子）とする系図もいくつか伝存する。ただし近年、小川剛生が指摘した『吉田家日次記』の記事によると、「南朝春宮」は帥宮と称された泰成親王の兄の惟成親王のことと考えられ、系図とは齟齬を来たしている。何れにしても、元中9年/明徳3年（1392年）の南北朝合一後は入洛し、後亀山上皇を助けて嵯峨に閑居していたのだろう。応永19年（1412年）1月参賀のため幕府御所に臨んだ「大覚寺殿帥宮」とは泰成親王の可能性がある。同30年（1423年）には既に故人であった。